# Gustaf Cronhielm
Gustaf Cronhielm (ur. 18 lipca 1664 w Sztokholmie, zm. 3 czerwca 1737 tamże) – szwedzki hrabia i polityk. 

## Życiorys
Ojcem Gustafa był Polycarpus Cronhielm, urodzony w Saksonii jako Polycarpus Krumbygel, który uzyskał w Szwecji szlachectwo i tytuł barona. Matka Gustafa Hebbla Standorph, pochodziła z Gdańska. W latach 1677–1682 Gustaf studiował na uniwersytecie w Uppsali, a potem w Królewskich Archiwach (Riksarkivet). Następnie przebywał trzy lata w Londynie a potem czas jakiś w Paryżu. W 1686 został Kammerjunkrem przy dworze Wirtemberskim (gdzie rządził wówczas Eberhard Ludwik Wirtemberski), a rok później przeniósł się na dwór Karola XI, gdzie pełnił analogiczną funkcję, by w końcu zostać członkiem dworu następcy tronu (kronprins) Karola (przyszły Karol XII). 
W 1698 zmarł ojciec Cronhielma, po którym Gustaf odziedziczył dobra w Västmanlandii. Wówczas zaczął interesować się żywo polityką. W 1710 został posłem Riksdagu (riksdagsman) i wicelandmarszałkiem (zastępcą Lantmarskalka – przewodniczącego riksdagu). Potem został kanclerzem dworu (hovkansler – szwedzki kanclerz nadworny), radca rady królewskiej (kungligt råd) i kancelarii (kansliråd). W latach 1713–1714 był też kanclerzem uniwersytetu w Lund, a od 1719 także uniwersytetu w Uppsali.
Karol XII uczynił w 1719 Cronhielma przewodniczącym Kolegium Handlu (Kommerskollegium) i przewodniczącym Rady Królewskiej.
W 1712 Cronhielm otrzymał tytuł hrabiowski Cronhielm af Flosta. Jego żoną była Maria Wallenstedt, z którą miał jedenaścioro dzieci. Po raz drugi ożenił się z baronówną Henriettą Beatą Horn af Marienborg.